# (5341) Purgathofer
(5341) Purgathofer es un asteroide perteneciente al cinturón de asteroides, descubierto el 24 de septiembre de 1960 por Cornelis Johannes van Houten en conjunto a su esposa también astrónoma Ingrid van Houten-Groeneveld y el astrónomo Tom Gehrels desde el Observatorio del Monte Palomar, Estados Unidos.

## Designación y nombre
Designado provisionalmente como 6040 P-L. Fue nombrado Purgathofer en honor del astrónomo austríaco Alois Purgathofer. Trabajó principalmente en fotometría de cúmulos galácticos, y observó planetas menores especiales, por ejemplo, (51) Nemausa. Se empeñó en ubicar un observatorio con dos telescopios en algún lugar alejado de Viena. Fue miembro del Comité de Tubos de Imagen para Telescopios de la Institución Carnegie. Investigó las nebulosas planetarias después de construir un espectrógrafo de tubo de imagen de su propio diseño.

## Características orbitales
Purgathofer está situado a una distancia media del Sol de 2,178 ua, pudiendo alejarse hasta 2,626 ua y acercarse hasta 1,729 ua. Su excentricidad es 0,205 y la inclinación orbital 1,199 grados. Emplea 1174,09 días en completar una órbita alrededor del Sol.

## Características físicas
La magnitud absoluta de Purgathofer es 15. Tiene 2,929 km de diámetro y su albedo se estima en 0,248. 